# اعداد ابرسرشتی

نمودار Hنمودار هسه از مشبکه اعداد ابرسِرشتی؛ اعداد اول غیر از ۲ و ۳ برای سادگی حذف شده‌اند.

در ریاضیات، اعداد ابرسِرشتی یا اعداد ابر طبیعی که گاهی اوقات اعداد طبیعی تعمیم یافته یا اعداد اشتاینیتس نامیده می‌شوند، تعمیمی از اعداد طبیعی هستند. آنها توسط ارنست اشتاینیتس : 249–251  در سال ۱۹۱۰ به عنوان بخشی از کار او در نظریه میدان استفاده شد.
یک عدد ابرسِرشتی {\displaystyle \omega } یک حاصل‌ضرب صوری است:
{\displaystyle \omega =\prod _{p}p^{n_{p}},}
در اینجا {\displaystyle p} همه اعداد اول را به خود می‌گیرد و هر {\displaystyle n_{p}} صفر است، یک عدد طبیعی یا بی‌نهایت. گاهی {\displaystyle v_{p}(\omega )} به جای {\displaystyle n_{p}} استفاده می‌شود. اگر {\displaystyle n_{p}=\infty } نباشد و فقط تعداد محدودی از {\displaystyle n_{p}} ناصفر وجود داشته باشد بنابراین ما آن عدد صحیح مثبت را بازیابی می‌کنیم.